# 뉴 글렌
뉴 글렌은 블루 오리진이 개발중인 대형 리프트 발사체이다.

## 역사
2012년 이전에 궤도 로켓 시스템 개발을 시작했다.
2013년에 웹사이트에서 1단계가 동력 수직 착륙을 수행하고 재사용 가능할 것이라고 언급했다.
블루 오리진은 2015년 9월에 궤도 발사체 개발 계획을 공개적으로 발표했다.
블루오리진이 10년 이상 공들여 개발한 뉴글렌은 높이 98m의 2단 발사체로, 스페이스엑스의 주력 로켓인 팰컨 9(70m)보다 크고 개발 중인 스타십(121m)보다는 작다.
전문가들은 스페이스X 기술력이 블루 오리진보다 10년가량 앞서 있는 것으로 보고 있다.
2025년 1월 16일, 최초 시험발사에 성공했다. 2단 로켓으로, 1단은 다시 지상에 착륙해서 25회 재사용할 수 있다. 그러나 최초 시험발사에서 1단 회수는 실패했다.
블루 오리진에 따르면 25회 재사용이 가능하도록 설계된 1단 로켓은 자사의 시험 탑재체인 ‘블루 링 패스파인더’를 실어나른 후 분리돼 대서양 해상에서 대기하던 무인 선박기지(드론십) ‘잭린(Jacklyn)’에 착륙할 계획이었다.

## 이름
뉴 글렌의 개발은 2013년 이전에 시작되어 2016년에 공식적으로 발표되었다. 이 로켓은 지구를 공전한 최초의 미국인인 NASA 우주인 존 글렌을 기리기 위해 명명되었다. 첫 번째 발사체는 2024년 2월 발사대에서 공개되었다. 첫 비행은 2025년 1월 16일에 이루어졌으며, 프로토타입 Blue Ring 우주선을 실었다. 이 임무는 National Security Space Launch 프로그램에서 사용하도록 인증받는 데 필요한 여러 시범 발사 중 첫 번째가 될 것이다.

## 프로젝트 자비스
2021년 7월에 블루 오리진이 "프로젝트 자비스"라는 이름으로 "뉴 글렌의 완전히 재사용 가능한 상단부 로켓을 개발하는 프로젝트"를 시작했다는 정보가 공개되었다. 이는 스페이스X 스타십 2단을 재사용하려는 것과 같다. 블루 오리진이 이러한 2단 로켓 설계를 실현하고 운영에 사용할 수 있다면, 뉴 글렌은 완전히 재사용 가능한 발사체가 될 것이고 발사당 비용이 상당히 절감될 것이다.

## 엔진
BE-4(Blue Engine 4)는 액체산소를 산화제로 사용하며, 액화 메탄을 연료로 사용하는 1단 로켓 엔진이다. BE-4는 민간 및 공공 자금으로 개발되었다. 이 엔진은 해수면에서 2,400킬로뉴턴(550,000lbf, 250톤힘)의 추력을 생성한다.

## 같이 보기
- National Security Space Launch